# Ікталур
Ікталур (лат. Ictalurus) — рід сомів родини ікталурових (Ictaluridae). Включає серед інших відомого сомів канального (Ictalurus punctatus) і блакитного (Ictalurus furcatus). Природний ареал роду охоплює Північну Америку.

## Види
Містить 10 видів:
- Ictalurus australis (Meek, 1904)
- Ictalurus balsanus (D. S. Jordan & Snyder, 1899)
- Ictalurus dugesii (Bean, 1880)
- Ictalurus furcatus (Valenciennes, 1840) — Ікталур блакитний
- Ictalurus lupus (Girard, 1858)
- Ictalurus meridionalis (Günther, 1864)
- Ictalurus mexicanus (Meek, 1904)
- Ictalurus ochoterenai (de Buen, 1946)
- Ictalurus pricei (C. M. Rutter, 1896)
- Ictalurus punctatus (Rafinesque, 1818) — Сом канальний

Також рід містить ряд вимерлих видів:
- †Ictalurus echinatus
- †Ictalurus lambda
- †Ictalurus rhaeas
- †Ictalurus spodius